# تانغو وكاش
تانغو وكاش (بالإنجليزية: Tango & Cash)‏ فيلم أميركي إنتاج عام 1989 من بطولة سيلفستر ستالون وكورت راسل وجاك بالانس.
كان الفلم قد حقق الكثير من الاعجابات وعندما نجح هاذا الفلم نجاح مبهر قرر الممثل سيلفستر ستالون وكورت راسل وجاك بالانس العمل على إنشاء جزء اخر من الفلم والذي قيل انه سيصدر في عام 2017 شهر مايو.

## وصلات خارجية
- تانغو وكاش على موقع IMDb (الإنجليزية)
- تانغو وكاش على موقع ميتاكريتيك (الإنجليزية)
- تانغو وكاش على موقع روتن توميتوز (الإنجليزية)
- تانغو وكاش على موقع نتفليكس (الإنجليزية)
- تانغو وكاش على موقع قاعدة بيانات الأفلام العربية
- تانغو وكاش على موقع ألو سيني (الفرنسية)
- تانغو وكاش على موقع Turner Classic Movies (الإنجليزية)
- تانغو وكاش على موقع أول موفي (الإنجليزية)
- تانغو وكاش على موقع بوكس أوفيس موجو (الإنجليزية)
- تانغو وكاش على موقع فيلمافينيتي (الإسبانية)